# Championnat d'Angleterre de football 1931-1932
Navigation
Édition précédente Édition suivante
La 40e édition du championnat d'Angleterre de football est remportée par Everton FC. Alors qu’il vient de passer une saison au purgatoire en deuxième division, Everton s’empare dès sa première saison dans l’élite, du titre de champion d’Angleterre, son quatrième titre. Son buteur Dixie Dean fait encore parler son efficacité en marquant 45 buts.
Arsenal FC est deuxième, Sheffield Wednesday complète le podium. Les quatre derniers champions sont aux quatre premières places.
Le système de promotion/relégation reste en place: descente et montée automatique, sans matchs de barrage pour les deux derniers de première division et les deux premiers de deuxième division. Grimsby Town et West Ham United descendent en deuxième division. Ils sont remplacés pour la saison 1932/33 par Wolverhampton Wanderers et Leeds United.

## Les clubs de l'édition 1931-1932
| Club                                 | Ville         |
| ------------------------------------ | ------------- |
| Arsenal Football Club                | Londres       |
| Aston Villa Football Club            | Birmingham    |
| Birmingham City Football Club        | Birmingham    |
| Blackburn Rovers Football Club       | Blackburn     |
| Blackpool Football Club              | Blackpool     |
| Bolton Wanderers Football Club       | Bolton        |
| Chelsea Football Club                | Londres       |
| Derby County Football Club           | Derby         |
| Everton Football Club                | Liverpool     |
| Grimsby Town Football Club           | Grimsby       |
| Huddersfield Town Football Club      | Huddersfield  |
| Leicester City Football Club         | Leicester     |
| Liverpool Football Club              | Liverpool     |
| Manchester City Football Club        | Manchester    |
| Middlesbrough Football Club          | Middlesbrough |
| Newcastle United Football Club       | Newcastle     |
| Portsmouth Football Club             | Portsmouth    |
| Sheffield United Football Club       | Sheffield     |
| Sheffield Wednesday Football Club    | Sheffield     |
| Sunderland Association Football Club | Sunderland    |
| West Bromwich Albion Football Club   | Birmingham    |
| West Ham United Football Club        | Londres       |

## Compétition

### Classement
| Rang | Équipe               | Pts | J  | G  | N  | P  | Bp  | Bc  | Diff |
| ---- | -------------------- | --- | -- | -- | -- | -- | --- | --- | ---- |
| 1    | Everton              | 56  | 42 | 26 | 4  | 12 | 116 | 64  | +52  |
| 2    | Arsenal              | 54  | 42 | 22 | 10 | 10 | 90  | 48  | +42  |
| 3    | Sheffield Wednesday  | 50  | 42 | 22 | 6  | 14 | 96  | 82  | +14  |
| 4    | Huddersfield Town    | 48  | 42 | 19 | 10 | 13 | 80  | 63  | +17  |
| 5    | Aston Villa          | 46  | 42 | 19 | 8  | 15 | 104 | 72  | +32  |
| 6    | West Bromwich Albion | 46  | 42 | 20 | 6  | 16 | 77  | 55  | +22  |
| 7    | Sheffield United     | 46  | 42 | 20 | 6  | 16 | 80  | 75  | +5   |
| 8    | Portsmouth           | 45  | 42 | 19 | 7  | 16 | 62  | 62  | 0    |
| 9    | Birmingham City      | 44  | 42 | 18 | 8  | 16 | 78  | 67  | +11  |
| 10   | Liverpool            | 44  | 42 | 19 | 6  | 17 | 81  | 93  | -12  |
| 11   | Newcastle United     | 42  | 42 | 18 | 6  | 18 | 80  | 87  | -7   |
| 12   | Chelsea              | 40  | 42 | 16 | 8  | 18 | 69  | 73  | -4   |
| 13   | Sunderland           | 40  | 42 | 15 | 10 | 17 | 67  | 73  | -6   |
| 14   | Manchester City      | 38  | 42 | 13 | 12 | 17 | 83  | 73  | +10  |
| 15   | Derby County         | 38  | 42 | 14 | 10 | 18 | 71  | 75  | -4   |
| 16   | Blackburn Rovers     | 38  | 42 | 16 | 6  | 20 | 89  | 95  | -6   |
| 17   | Bolton Wanderers     | 38  | 42 | 17 | 4  | 21 | 72  | 80  | -8   |
| 18   | Middlesbrough        | 38  | 42 | 15 | 8  | 19 | 64  | 89  | -25  |
| 19   | Leicester City       | 37  | 42 | 15 | 7  | 20 | 74  | 94  | -20  |
| 20   | Blackpool            | 33  | 42 | 12 | 9  | 21 | 65  | 102 | -37  |
| 21   | Grimsby Town         | 32  | 42 | 13 | 6  | 23 | 67  | 98  | -31  |
| 22   | West Ham United      | 31  | 42 | 12 | 7  | 23 | 62  | 107 | -45  |

|  | Champion d'Angleterre |
|  | Relégation            |

## Bilan de la saison
| Tableau d'Honneur                    |                  |
| Compétition                          | Vainqueur        |
| Championnat d'Angleterre de football | Everton FC       |
| Coupe d'Angleterre de football       | Newcastle United |
| Charity Shield                       | Arsenal FC       |

| Promotions et relégations |                                      |
| Promus                    | Wolverhampton Wanderers Leeds United |
| Relégués                  | Grimsby Town West Ham United         |

## Statistiques

### Meilleur buteur
- Dixie Dean, Everton FC,   45 buts